# 歐陽潢
歐陽潢（16世紀—17世紀），字崇積，廣東廣州府從化縣水西人，明朝政治人物。

## 生平
歐陽潢是隆慶四年（1570年）庚午科廣東鄉試舉人，授歸安教諭，以道學教育學生，造就多位知名士子，經常拿出家中糧食賑濟貧困諸生，又出資在學宮後創立望道樓，萬曆十六年（1588年）陞南靖知縣，興教惠民，人稱慈母，有差役在茶葉內置金餽贈，他斥罵對方並問罪，不久致仕，行李蕭然，在家鄉講學訓導宗族，嚴厲勸誡不遵從者，非因公事不謁見知縣，然而關乎縣內利害知無不言，曾倡導士紳控訴藩臬恢復橫潭學租，優游林下二十多年後去世，入祀歸安名宦祠。

## 引用
1. 1 2  民國《從化縣新志·人物志》：歐陽潢，字崇積，水西人，領隆慶庚午鄉薦，謁選授歸安教諭，以道學淑人，所造就多知名士，恒輸家粟以濟諸生之貧者，復捐資創望道樓於學宮後，尋陞南靖知縣，興教惠民，眾稱慈母，有里役餽茶置金其內，斥而罪之，無何致仕，歸橐蕭然，比居鄉講學以訓宗族，弗率者嚴誡之，歲時非公謁。令長罕得相見。然邑有利害知無不言。嘗倡率士紳控兩臺以復橫潭學租。優游林下二十餘載卒。祀歸安名宦。子暉。